# Flávio Prado
Flávio Corrêa do Prado Sobrinho, mais conhecido como Flávio Prado (São Paulo, 11 de fevereiro de 1954), é um jornalista esportivo, professor universitário, coach e advogado brasileiro.
Atualmente, trabalha na Rádio e TV Jovem Pan.
Cobriu dez Copas do Mundo e eventos jornalísticos em mais de 60 países.

## Carreira
Seu início foi na Rádio ABC, de Santo André. Depois trabalhou em vários outros veículos. Foi d'A Gazeta Esportiva, Rádio Gazeta, TV Gazeta, Rádio Record, onde formou uma equipe esportiva especial, tendo Silvio Luiz e Pedro Luiz Paoliello ao seu lado. Nessa época, Flávio Prado e Silvio Luiz candidataram-se por duas vezes para a presidência da Federação Paulista de Futebol. Mas o fizeram de forma jocosa, tanto que na primeira vez foram para a sede em uma charrete e na segunda vez em um ambulância. Diziam que estavam lá para salvar o futebol brasileiro. Na Rede Record, ele também trabalhou na equipe esportiva.
Na Rede Bandeirantes, Flávio Prado passou a ser comentarista internacional.
Depois, marcou época na TV Cultura, onde apresentou o Cartão Verde por 13 anos, premiado pela APCA na categoria televisão.
Em seguida, foi para a Gazeta Esportiva e para a TV Gazeta.
No rádio, em 1990, foi contratado pela Jovem Pan, no começo como repórter, depois como apresentador e comentarista. Na Pan também apresentava o programa No Mundo da Bola, pelo qual recebeu o prêmio APCA na categoria rádio em duas oportunidades. Ele ficou no comando do programa até 2021.
De agosto de 2003 a fevereiro de 2023, após a saída de Roberto Avallone da TV Gazeta, apresentou o tradicional Mesa Redonda aos domingos e participou do programa Gazeta Esportiva, durante a semana. Foi o idealizador do Troféu Mesa Redonda, grande premiação do futebol brasileiro, organizada pela TV Gazeta desde 2004.
Em fevereiro de 2023, Flávio Prado anunciou via redes sociais sua saída da TV Gazeta, após não ter seu contrato com a emissora renovado. Apesar disso, Prado não foi totalmente desvinculado da Fundação Cásper Líbero, que mantém a emissora. Ele continua como professor do curso de Pós-Graduação de Jornalismo Esportivo da Faculdade Cásper Líbero em São Paulo.

### Prêmios
| Ano  | Prêmio                                                                     | Categoria             | Resultado | Ref.   |
| ---- | -------------------------------------------------------------------------- | --------------------- | --------- | ------ |
| 1995 | Troféu ACEESP (Associação dos Cronistas Esportivos do Estado de São Paulo) | Comentarista de Rádio | Venceu    | [ 7 ]  |
| 1997 | Troféu ACEESP (Associação dos Cronistas Esportivos do Estado de São Paulo) | TV                    | Venceu    | [ 8 ]  |
| 2003 | Troféu ACEESP (Associação dos Cronistas Esportivos do Estado de São Paulo) | Comentarista de Rádio | Venceu    | [ 9 ]  |
| 2008 | Troféu ACEESP (Associação dos Cronistas Esportivos do Estado de São Paulo) | Apresentador de TV    | Venceu    | [ 10 ] |
| 2011 | Troféu ACEESP (Associação dos Cronistas Esportivos do Estado de São Paulo) | Comentarista de Rádio | Indicado  | [ 11 ] |
| 2013 | Troféu ACEESP (Associação dos Cronistas Esportivos do Estado de São Paulo) | Comentarista de Rádio | Indicado  | [ 12 ] |
| 2014 | Troféu ACEESP (Associação dos Cronistas Esportivos do Estado de São Paulo) | Comentarista de Rádio | Indicado  | [ 13 ] |
| 2015 | Troféu ACEESP (Associação dos Cronistas Esportivos do Estado de São Paulo) | Apresentador de TV    | Indicado  | [ 14 ] |
| 2016 | Troféu ACEESP (Associação dos Cronistas Esportivos do Estado de São Paulo) | Apresentador de TV    | Indicado  | [ 15 ] |

## Vida Pessoal
Flávio Prado é casado com Isabel Vaz Marlone do Prado, com quem tem dois filhos: Rita Graziella Vaz Marlone do Prado, cantora de pop e rock e Bruno Prado, jornalista esportivo.
É torcedor da Ponte Preta.